# Queen Latifah
Queen Latifah, eg. Dana Elaine Owens, född 18 mars 1970 i Newark, New Jersey, är en amerikansk skådespelare, sångare, rappare, låtskrivare och producent. År 1989 signerade hon med Tommy Boy Records och släppte sitt debutalbum All Hail the Queen den 28 november 1989. 

## Biografi
När Owens var 8 år gav hennes muslimska kusin henne smeknamnet Latifah, vilket på arabiska betyder "ödmjuk och känslig".
Hennes musikkarriär började när hennes debutsingel kom när hon var 17 år gammal. Det första albumet sålde mer än en miljon exemplar. Hon fick en Grammy för singeln "U.N.I.T.Y."
2003 nominerades hon till en Oscar i kategorin Bästa kvinnliga biroll för sin roll som Mama Morton i Chicago.

## Filmografi i urval
- 2020 – Hollywood (TV-serie)
- 2012 – Steel Magnolias
- 2012 – Joyful Noise
- 2011 – The Dilemma
- 2010 – Just Wright
- 2010 – Valentine's Day
- 2009 – Ice Age 3 (röst)
- 2008 – Honungsbiets hemliga liv
- 2008 – Mad money
- 2008 – What Happens in Vegas...
- 2007 – Hairspray

•   2006-  Last Holiday2006 – Stranger than fiction
- 2006 – Ice Age 2 (röst)
- 2005 – Beauty Shop
- 2004 – Taxi
- 2004 – The Cookout
- 2003 – Scary Movie 3
- 2003 – Bringing Down the House
- 2002 – Chicago
- 2002 – Brown Sugar
- 1999 – I samlarens spår
- 1998 – När livet vänder
- 1998 – Sphere – farkosten
- 1996 – Set It Off
- 1994 – Fresh Prince in Bel Air, One show

## Diskografi
- 1989 – All Hail the Queen
- 1991 – Nature of a Sista
- 1993 – Black Reign
- 1998 – Order in the Court
- 2004 – The Dana Owens Album
- 2007 – Trav'lin' Light